# District de Thanh Xuan
Le district de Thanh Xuan (vietnamien : Thanh Xuân) est un district urbain (Quận) de la province de Hanoï dans la région du delta du Fleuve Rouge au Viêt Nam.

## Description
Cầu Giấy était le chef-lieu de la province de Hà Tây jusqu'à ce que celle-ci soit absorbée par Hanoï en 2008.

## Lieux et monuments
- Université de Hanoï
- Université des sciences de Hanoï (en)
- Université des sciences sociales et humaines
- Université d'architecture de Hanoi
- Université nationale d'éducation artistique
- Université de technologie des transports
- Académie nationale de gestion de l'éducation

## Galerie

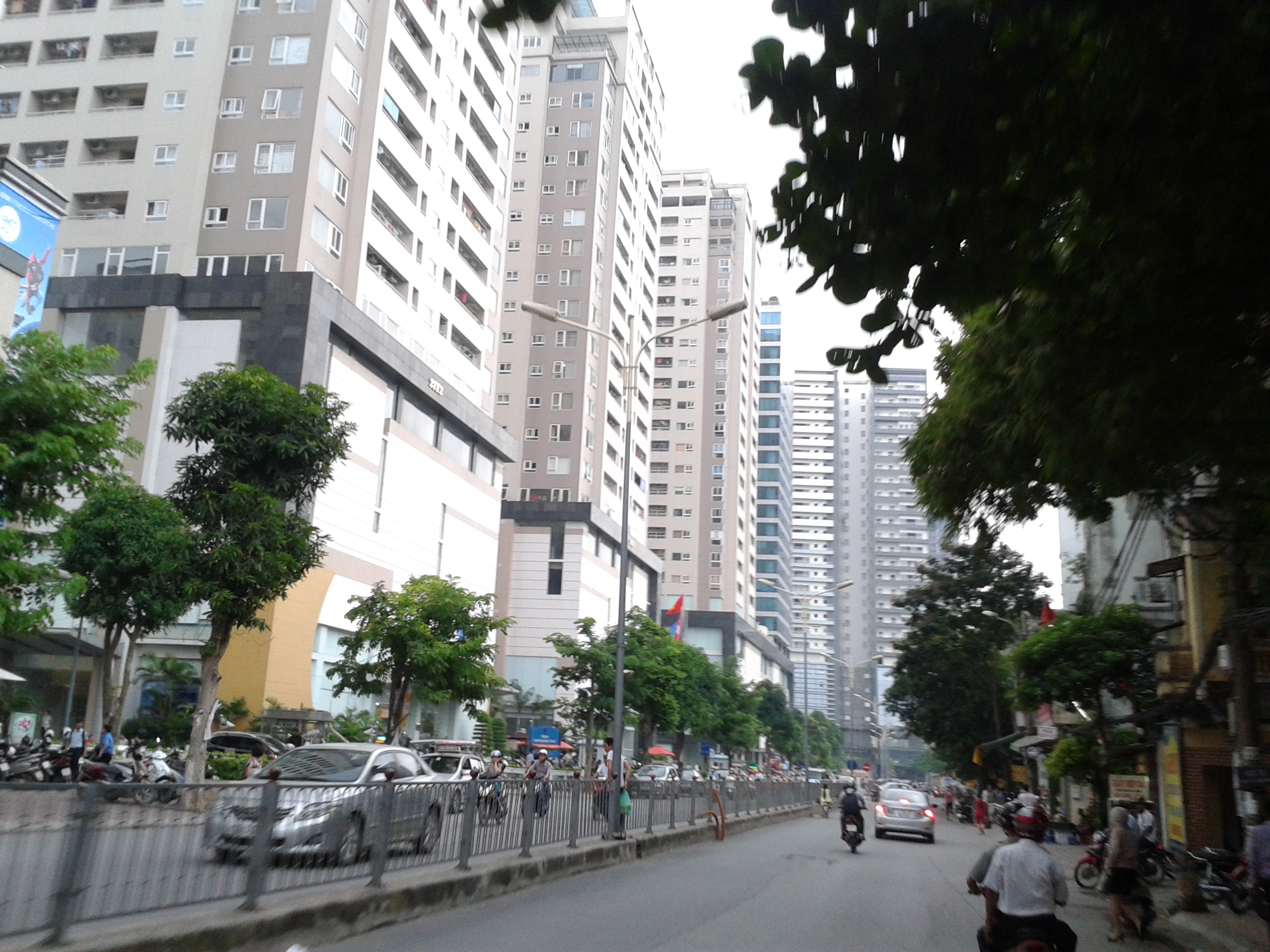
Rue Vũ Trọng Phụng.
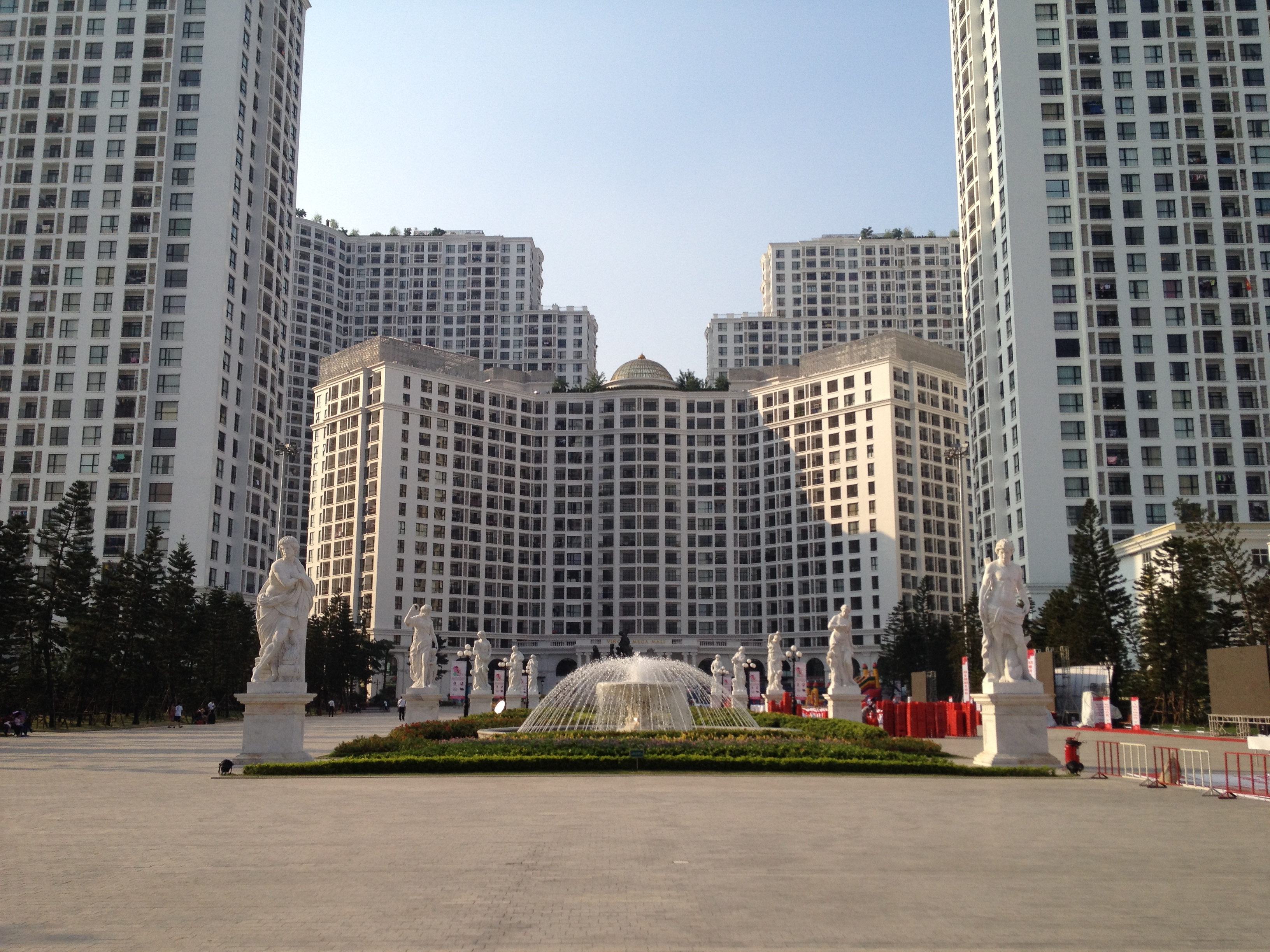
Quảng trường.
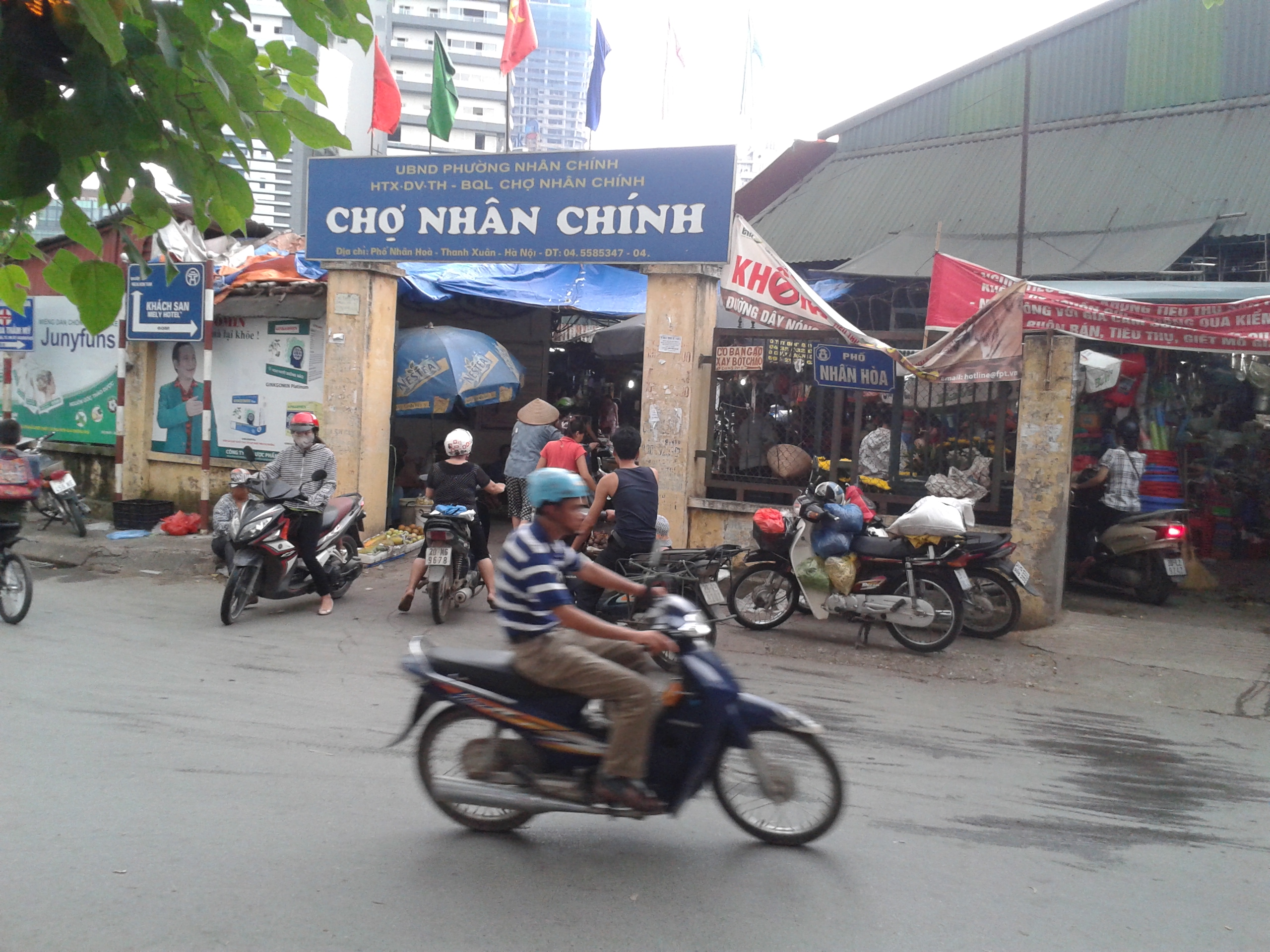
Marché Nhân Chính.